# NGC 874
NGC 874 é uma galáxia espiral (Sab) localizada na direcção da constelação de Cetus. Possui uma declinação de -23° 18' 21" e uma ascensão recta de 2 horas, 16 minutos e 02,1 segundos.
A galáxia NGC 874 foi descoberta em 1886 por Frank Müller.